# Cases d'Americano
Les Cases d'Americano són dos edificis bessons, entre mitgeres, de planta baixa, dos pisos i terrat al nucli primigeni del poble de l'Estartit. Els dos edificis van ser bastits l'any 1875, d'acord amb la inscripció que apareix a la llinda de les dues portes d'accés. Els propietaris eren Joan i Pere Marquès, cacics de l'Estartit que s'havien enriquit a Cuba. En tornar, es van fer construir dos habitatges bessons amb les característiques pròpies de les cases dites "d’americano".
A la planta baixa hi ha, centrada, una porta d'accés d'arc escarser, amb la data del 1875 a la clau, així com les inicials PM i JM, respectivament. A banda i banda de la porta hi ha una finestra d'arc escarser. Un vestíbul d'accés, amb tres graons, condueix a l'habitatge. Al primer pis i al segon hi ha un balcó corregut amb tres obertures d'arc rebaixat. L'edifici es corona amb una cornisa amb mènsules.
La casa núm. 24 presenta algunes modificacions a la planta baixa, que ha estat transformada en botiga. A la façana lateral d'aquest edifici, similar a la principal però més senzilla, hi ha diverses obertures rectangulars i d'arc escarser. L'acabament és amb cornisa motllurada simple. A la part posterior de l'edifici hi ha un jardí.